# Meloe violaceus
Meloe violaceus (Marsham, 1802) è una specie di coleottero della famiglia dei Meloidi.  Le larve provocano danni gravi se penetrano negli alveari.

## Descrizione
Questa specie è caratterizzata da ipermetamorfosi: oltre che ai normali stadi di larva, ninfa ed immagine, ne presentano vari altri, intercalati tra l'una e l'altra delle forme solite, con grande differenza di aspetto e di genere di vita.
I Meloinae hanno brevi elitre convesse e mancano di ali posteriori.
Sono di colore nero-azzurro e preferiscono i luoghi soleggiati. Il corpo è piuttosto allungato (20–25 mm), con tegumento sottile, testa ben distinta, antenne moniliformi, e con il 7º antennomero ritorto. Le coxa delle due prime paia di zampe sono grandi e coniche e le cavità coxali sono aperte posteriormente e confluenti; le coxe delle zampe posteriori sono sviluppate trasversalmente ed assai sporgenti, con unghie e dentelli o munite di lunga appendice. Il tarso è pentarticolato nelle prime due paia di zampe e tetrarticolato nel terzo paio.

## Comportamento
In maggio-giugno, la femmina scava nel terreno buchi cilindrici profondi 2–3 cm, nei quali depone oltre 4000 uova. Dopo circa un mese dalle uova escono larve campodeiformi dette triungulini, che si arrampicano sui fili d'erba o sui fiori in attesa di potersi attaccare al torace di insetti in cerca di polline o di nettare.
Se ciò avviene essi possono continuare il loro ciclo di sviluppo e, se si attaccano ad un maschio, durante l'accoppiamento passano sulla femmina. 
Quando questa depone le uova nelle cellette il triungulino vi si lascia cadere, mangia l'uovo dell'ape, aumenta di volume e si trasforma nella seconda larva, o caraboide, che continua il suo sviluppo nutrendosi col miele e col polline destinato alla larva dell'ape.
Dopo qualche giorno di immobilità si ha una terza larva, detta pseudopupa, coartata, senza zampe, nella cui esuvia si forma una quarta larva, con testa e zampe, quasi immobile in uno stadio preninfale. Chiusa, infine, nella esuvia intatta dei due ultimi stadi, si forma la ninfa che, in questo doppio involucro, diviene immagine.